# حرائق غابات مونتانا 2018
حرائق غابات مونتانا 2018 بدأ موسم حرائق الغابات لعام 2018 في ولاية مونتانا في الولايات المتحدة في يونيو 2018 تقريبًا.
الطريق السريع 37 هو حريق فوق طريق مونتانا السريع 37 غرب ليبي في مونتانا عند 48.422 ° شمالًا 115.474 درجة غربًا، بالقرب من موقع سوبرفوند وهو منجم سابق للفيرميكوليت. تم رصده في 19 يوليو. احتاج رجال الإطفاء إلى ارتداء أجهزة تنفس لحماية أنفسهم من التعرض للأسبستوس الممزوج بالدف واللحاء عن طريق عمليات التعدين وتجميعه بواسطة النار.
حريق بحيرة رينولدز الناجم عن البرق في 17 يوليو، امتد على غابة بيتيروت الوطنية وغابة سالمون شاليس الوطنية جنوب غرب داربي في مونتانا عند 45.564 درجة شمالًا 114.513 درجة غربًا. وصلت مساحة الأرض المحترقة إلى أكثر من 1000 فدان (400 هكتار) بحلول 22 يوليو.